# マルグリット・ド・ナヴァル
マルグリット・ド・ナヴァル（Marguerite de Navarre, 1492年4月11日 - 1549年12月21日）は、ナバラ王エンリケ2世の王妃。フランス・ルネサンス期の文芸の庇護者として知られ、自身も『エプタメロン』に代表される諸作品を残した文人である。フランス王フランソワ1世の姉である。
マルグリット・ダングレーム（Marguerite d'Angoulême）、マルグリット・ドルレアン（Marguerite d'Orléans）、マルグリット・ド・フランス（Marguerite de France）、マルグリット・ド・ヴァロワ（Marguerite de Valois）などと呼ばれることもある（これらについては、アンリ2世の娘マルグリットをはじめ、同じように呼ばれる人物が複数存在する）。

## 生涯
アングレーム伯シャルル・ドルレアン（詩人として知られるオルレアン公シャルル・ドルレアンの甥に当たる）と、サヴォイア公フィリッポ2世の娘ルイーズの娘として、アングレームで生まれた。1496年、3歳の時に父シャルルと死別した。
1509年、弟フランソワ（当時はアングレーム伯）に次ぐ王位継承権者であったアランソン公シャルル4世と最初の結婚をした。2人の間に子供は生まれず、1525年にシャルル4世が早世してアランソン家は断絶した。
先夫との死別から2年後の1527年に、ナバラ王エンリケ2世（アルブレ伯アンリ、アンリ・ダルブレ）と再婚した。2番目の夫との間には、後にナバラ女王となり、更にアンリ4世の母ともなるジャンヌ・ダルブレ（1528年 - 1572年）をもうけた（他に1男ジャンを生んだが夭逝した）。マルグリットは、1549年にオード（Odos, 現在のオート＝ピレネー県内）で2番目の夫に先立って没した。
マルグリットは、宗教改革の第一波にあたって示した好意的な姿勢や開明性によっても知られている。彼女は、ナバラの宮廷を人文主義者の拠点にしていた。主催する文芸サロンは宗教改革者らの間で評判を呼んだ。クレマン・マロ、ピエール・ド・ロンサールら、当時の著名な文人を保護し、後援者となった。ラブレーのように著書にマルグリットへの献辞を収めた者も見られた。

## 文学作品
マルグリットは自身でも作品をものしている。ピエール・ボエスチュオーは、彼女の小説の最初の編纂者となった。
- Dialogue en forme de vision nocturne（1525年）
- 詩篇『罪深き魂の鏡』（1531年）。これは1533年に再版された時にソルボンヌから攻撃され、フランソワ1世の干渉を招いた。この書は、信仰と慈善によって救済の道を開く福音主義思想が刻印されている。この書には、多くの他の詩篇も付随している。それらには、マルグリットが宗教的テクストに代えて世俗的な歌の詩的構造を用いたエスプリ的詩歌も含まれている。
- Les Marguerites de la Marguerite des princesses（1547年） - マルグリットの詩集。
- 『エプタメロン（七日物語）』（1542年 - ）。マルグリットは1542年に、『エプタメロン』の執筆を始めた。これは、1414年以降フランス語訳も出されていたボッカチオの『デカメロン』をモデルとしたものである。だが、1549年のマルグリットの死によって中断され、本作品は7日間に展開された72篇の小説しか集めていない。それらの小説は、『デカメロン』と同じように、物語の枠内で語られている。本作品では、大嵐で立ち往生した10人の旅人たちが修道院に集まり、嵐をやり過ごす間、様々な記録の中の実話に耳を傾ける。この作品の成功は、つまるところ会話を特別視したことによる。というのは、どの小説も聴衆によるコメントが寄せられているからである。